# Gräsbäckstjärnarna (Idre socken, Dalarna, 687784-133689)
Gräsbäckstjärnarna är en sjö i Älvdalens kommun i Dalarna och ingår i Dalälvens huvudavrinningsområde. Sjön har en area på 0,046 kvadratkilometer och ligger 566,6 meter över havet.

## Delavrinningsområde
Gräsbäckstjärnarna ingår i det delavrinningsområde (687781-133583) som SMHI kallar för Ovan Buran. Medelhöjden är 577 meter över havet och ytan är 2,62 kvadratkilometer. Räknas de 75 avrinningsområdena uppströms in blir den ackumulerade arean 654,4 kvadratkilometer. Storån som avvattnar avrinningsområdet har biflödesordning 2, vilket innebär att vattnet flödar genom totalt 2 vattendrag innan det når havet efter 487 kilometer. Avrinningsområdet består mestadels av skog (92 procent). Avrinningsområdet har 0,04 kvadratkilometer vattenytor vilket ger det en sjöprocent på 1,7 procent.